# ミハイル・スースロフ
ミハイル・アンドレーエヴィチ・スースロフ（ロシア語: Михаил Андреевич Суслов、ラテン文字転写：Mikhail Andreevich Suslov、1902年11月21日 - 1982年1月25日）は、ソビエト連邦の政治家。フルシチョフ、ブレジネフ時代のソ連共産党イデオロギー担当書記（第二書記）を務め、事実上のソ連ナンバー2としてクレムリンに君臨し、その黒幕的な役割から「灰色の枢機卿」、「陰の実力者」の異名を取った。

## 経歴

### 生い立ちからスターリン時代まで

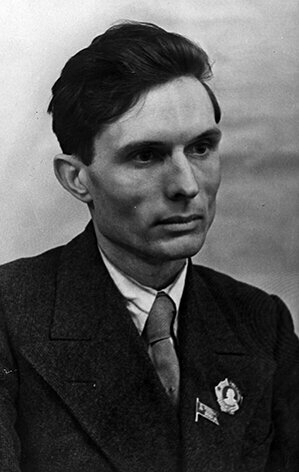
1941年のスースロフ

1902年11月21日、ロシア帝国シャホブスコエにて、小作農の家庭に生まれる。1918年に地元のコムソモール組織に加入し、貧困救済委員会のメンバーとなる。コムソモールで約3年間活動した後、1921年にロシア共産党（ボリシェヴィキ）に入党した。1928年、プレハーノフ記念モスクワ国民経済大学を卒業する。さらに1931年に共産主義アカデミーを卒業した。同アカデミーでは、スースロフが後に共産党の理論家として活躍する素地を形成した。卒業後、ソ連共産党中央統制委員会に入り、NKVDの高官として1930年代のヨシフ・スターリンの大粛清に参画し、レフ・トロツキー、ニコライ・ブハーリン、グリゴリー・ジノヴィエフ一派を粛清した。1937年にロストフ州党書記、1939年にスタヴロポリ地方党第一書記を歴任し、少壮の党官僚として昇進を重ねる。第二次世界大戦時には、スターリンの指令の下、チェチェン人、イングーシ人などのカフカース地方の諸民族をカザフに強制移住させた。1944年にドイツから奪回したバルト三国の1つであるリトアニアに共産党リトアニア議長として入り、再度の社会主義化に着手すると同時に、約6万人のリトアニア人を「リトアニア民族主義者」の烙印の下、シベリアに送った。第二次世界大戦が終了すると、スースロフは再びイデオロギー分野に戻る。1946年に共産党中央委員会宣伝部長、1949年に共産党機関紙『プラウダ』編集長、1950年にマルクス・レーニン主義研究所所長を歴任した。1947年のコミンフォルム結成や、1948年から1949年にかけてヨシップ・ブロズ・チトー率いるユーゴスラビアに対するコミンフォルムによる制裁に大きな役割を果たした。そして1947年には党中央委員会書記、1952年に政治局員に選出された。スースロフはスターリンの信頼を得るに至り、1948年には中央委員会を代表してレーニン没後24周年記念演説をすることを任された。1950年6月には最高会議代議員に選出された。

### フルシチョフ時代
スターリンの死後に政治局員を解任されるが、1954年にソ連最高会議連邦会議外交委員長に選出され、続く1955年には政治局改め党幹部会員として復活した。そして、1955年以後に引き続き党幹部会員（のち党政治局員）の地位を維持した唯一の人物となる。スターリン亡き後の権力闘争（1957年の「反党グループ事件」など）では、ニキータ・フルシチョフを支持した。1956年の第20回党大会でフルシチョフがスターリン批判を展開した際には、イデオロギー報告でスターリンと彼の個人崇拝を批判する方向に転換した。しかし、元来よりスースロフとフルシチョフの間には内外の政策に根深い相違があり、彼はフルシチョフの政策に対して次第に批判的になっていく。外交政策では、フルシチョフによる米ソ関係の改善及びスターリン時代に悪化したユーゴスラビアとの和解の路線に反対し、内政では、フルシチョフによる脱スターリン主義政策と経済的分権化政策に反対した。そして、1962年のキューバ危機の失策を機にフルシチョフの立場が弱体化すると、代わって、スースロフの力が増大することとなった。なお、スースロフは、1964年10月のフルシチョフ解任劇をアレクセイ・コスイギンとともに直前まで知らされていなかったことがペトロ・シェレストの回想録などから明らかになっている。

### ブレジネフ時代
フルシチョフ失脚後は党中央委員会イデオロギー担当書記として、第一書記（後に書記長）のレオニード・ブレジネフ、首相のアレクセイ・コスイギンと並び1960年代のソ連の最有力政治家の1人として影響力を発揮する。スースロフ以降、イデオロギー担当書記は政治局員と最高会議連邦会議外交委員長を兼ねて「第二書記」と見做されるようになり、ユーリ・アンドロポフ、コンスタンティン・チェルネンコ、ミハイル・ゴルバチョフの先例となった。しかし、スースロフ自身はソ連の指導者となることに決して興味があるわけではなく、舞台裏の男であり続けることに満足していた。フルシチョフ追放に際しては、スースロフは後任の第一書記になろうとすればなれたのだが、敢えてイデオロギー問題に専念するほうを選んだという。彼はかねてより最高指導者1人だけが強力な権限を握る政治を批判する思想を持っており、党内民主主義の実現を望み、スターリンやフルシチョフの時代に見られたような一人制の再構築に強く反対した。故に1970年に浮上したブレジネフの首相職兼任人事に反対し、その人事が流れるということもあった。スースロフはブレジネフ、キリレンコとともに党指導部内の非公式トロイカ体制の一員としての地位を占め、書記長のブレジネフ、国家元首である最高会議幹部会議長のポドゴルヌイ、首相のコスイギンに次ぐ党内序列4位に位置付けられた。また、彼はブレジネフ政権において書記局と政治局の両方に在籍している4人のうちの1人でもあった。（他の3人は、ブレジネフ、アンドレイ・キリレンコ、フョードル・クラコフ）

### 対外関係
1956年のハンガリー動乱及び1968年のチェコスロバキアの「プラハの春」の弾圧や、1979年のアフガニスタン侵攻、1981年のポーランド軍政施行など、制限主権論に基づく「ブレジネフ・ドクトリン」を編み出し、ネオ・スターリニストとしてソ連外交をタカ派路線で唱導した。
1959年にソ連最高会議代議員として英国を訪問。労働党党首のヒュー・ゲイツケルによるソ連訪問を実現させた。
中国とソ連はフルシチョフ政権以降、長きにわたって対立関係にあった。その中でスースロフは、毛沢東の個人崇拝の施策をスターリンの下で見られたものと比較し、「問題の核心は、中国共産党指導部が近年、中国における社会主義の成熟度を誇張する路線を築いてきたことである。そこでは高い自尊心と傲慢さが見受けられる。これらの欠点は、主に毛沢東同志の性格に起因するものとして説明がつく。」と述べた。
1968年1月30日には日本共産党との関係正常化のために訪日したが、「日本のこえ」派との断絶問題で合意が成立せず、正常化はならなかった。

### 死去

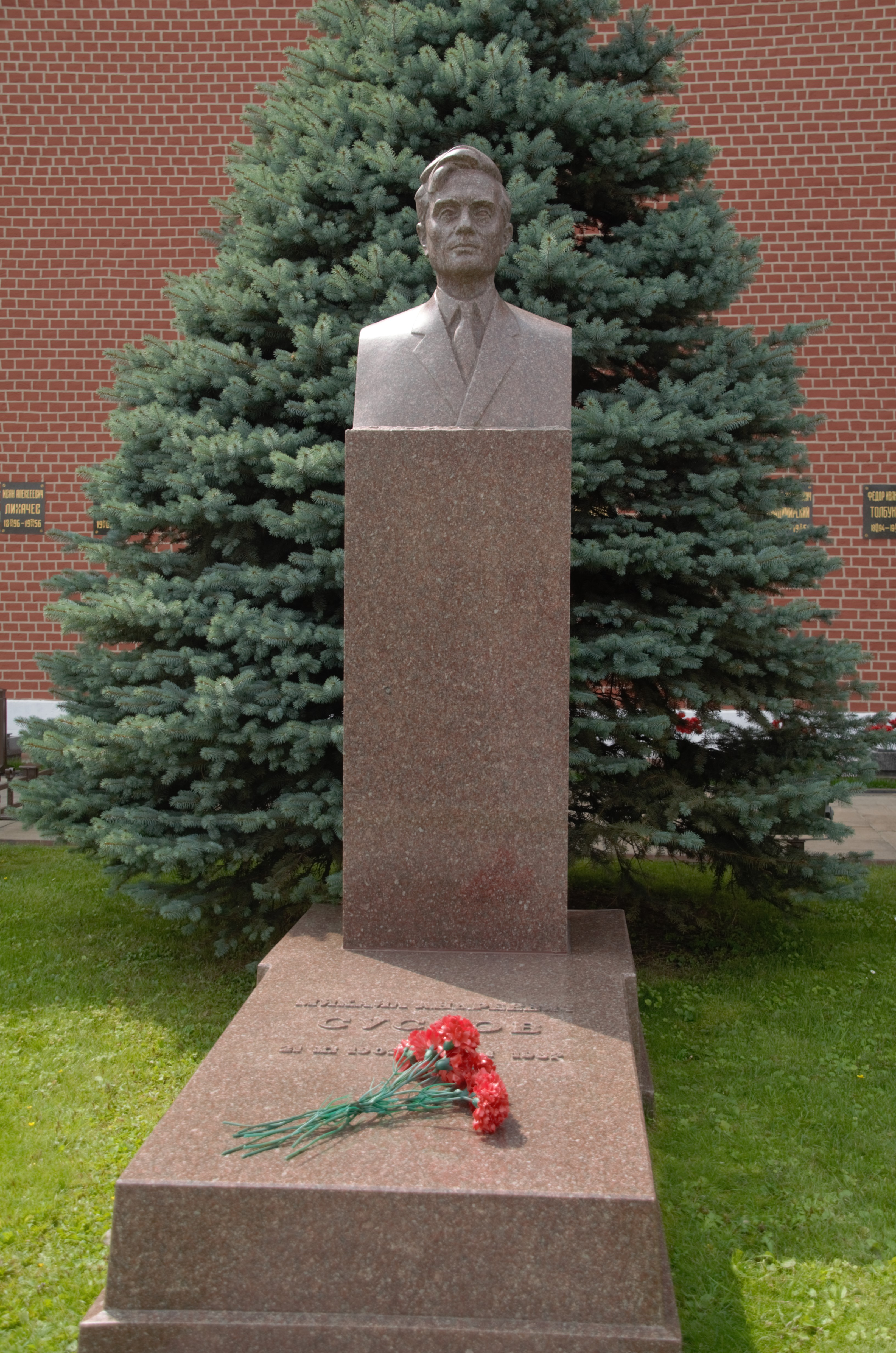
赤の広場・革命元勲墓にあるスースロフの墓

1982年1月25日、心臓病のため死去した。79歳没。彼の死はポスト・ブレジネフをめぐる権力闘争の始まりを意味するものと捉えられる。第二書記の地位はKGB議長を長らく務めたユーリ・アンドロポフに、「キングメーカー」の地位は、国防相のドミトリー・ウスチノフにそれぞれ受け継がれた（ただし、第二書記の職はスースロフの死後暫くの間はチェルネンコが代行していた）。スースロフの葬儀は大々的に行われ、1953年のヨシフ・スターリンの葬儀以来最大のものとなった。ソ連全土で4日間の服喪期間が設けられ、1月29日の葬儀の日には小学校から大学まで休校となり、モスクワに出入りする道路は完全に封鎖された。ソ連の全てのテレビ局が、赤の広場で行われた葬儀をソ連全土に中継で放映した。葬儀では、ブレジネフ書記長やグリシン政治局員らが追悼演説を行い、国歌が演奏され、幹部らが敬礼する中、レーニン廟裏の革命元勲墓に遺体が埋葬された（埋葬場所はスターリンの隣）。ブレジネフは追悼演説の終盤で涙声となり、また、そばにあった椅子に数回腰掛けるなど受けたショックの大きさを忍ばせた。参列した政治局員の中には、これにつられるようにしきりに涙を拭う者もいた。

## 評価
スースロフはとかく身内のスキャンダルが絶えなかったブレジネフ書記長に降りかかる火の粉を振り払うのに、強いリーダーシップを発揮したと言われている。実際にスースロフの死後、ブレジネフ周辺には汚職追及の捜査の手がどんどん狭まっていくことになり、逮捕者・自殺者が続出した。さらに、本来最高機密であるはずのそうした情報が、逐一モスクワ市民や西側メディアの知るところとなり、その黒幕は国家保安委員会（KGB）議長のユーリ・アンドロポフであると囁かれた。スースロフの死後、ブレジネフは急速にその求心力を落とし、同年11月に死去。そして後継者となったのはアンドロポフであった。

## 表彰
スースロフは存命中にいくつもの勲章やメダルを授与されていた。社会主義労働英雄2回、レーニン勲章5回、十月革命勲章、及び1等祖国戦争勲章が1回ずつ授与された。ソ連科学アカデミーはカール・マルクス金賞をスースロフに授与した。他にもドイツ民主共和国、モンゴル人民共和国、チェコスロバキア社会主義共和国の最高賞を受賞していた。